# Pola de Allande
Pola de Allande (asturisch La Puela) ist eine Parroquia und ein Ort in der Gemeinde Allande der Autonomen Gemeinschaft Asturien im Norden Spaniens.
Die 733 Einwohner (2011) leben auf einer Fläche von 34,01 km². Pola de Allande ist auch der Verwaltungssitz der Gemeinde Allande.

## Geschichte
Der älteste Nachweis menschlicher Besiedelung stammt aus der Jungsteinzeit. Die Dolmen von Filadoira sind noch heute eindrucksvolle Belege für die Baukunst der Megalithkultur.
Eine anhaltende Besiedlung von der Castrokultur bis hin zum römischen Reich belegen die zahlreichen militärischen Befestigungen an den Handelswegen, die überwiegend die Goldabbaugebiete und -transporte schützen sollten.
Erste schriftliche Erwähnung findet Pola de Allande im 10. Jahrhundert, in einer (gefälschten) Urkunde werden der Kirche wirtschaftliche Rechte in der Gemeinde zugesprochen. Dem Kloster San Juan Bautista in Corias werden 1044 weite Teile der Region gestiftet.
Zu Konflikten mit dem Erzbistum Oviedo kam es im Jahr 1262 und 1268, als Bischof Pedro den zu entrichtenden Zehnten auf 110 Maravedis festsetzte. Allande verbündete sich mit dem Rat der Gemeinde Avilés und konnte so die Ordnung aufrechterhalten. Alfons IX. gewährte schließlich das Privileg für die beiden Gemeinden, offizieller Pilgerweg für den Camino de Santiago zu sein.

## Sehenswürdigkeiten
- Kirche des hl. Andreas in Pola de Allande
- Palacio de Cienfuegos de Peñalba, Palast der ehemaligen Grundherren, der Grafen von Peñalba
- viele weitere Kirchen und Bauten aus mehreren Jahrhunderten

## Dörfer und Weiler
| Name        | asturisch   | Einwohner | Lage                    |  | Name            | asturisch   | Einwohner | Lage                                            |
| ----------- | ----------- | --------- | ----------------------- |  | --------------- | ----------- | --------- | ----------------------------------------------- |
| Caleyo      | Caleyu      | 11        |                         |  | La Reigada      |             | 4         |                                                 |
| Cereceda    | Zreiceda    | 57        | 43.257866 -6.608026 653 |  | La Roza         |             | 3         | 43.290995 -6.64859 731                          |
| Colobredo   | El Colobréu | 14        | 43.280273 -6.628287 622 |  | Peñablanca      | Penablanca  | 37        |                                                 |
| El Mazo     | El Mazu     | 35        | 43.272893 -6.619961 548 |  | Peñaseita       | Penaseita   | 13        | 43.283755 -6.636094 671                         |
| Ferroy      | Ferrói      | 26        | 43.27991 -6.6033 626    |  | Pola de Allande | La Puela    | 445       | !493.3889915543.2716395 43.271639 -6.611009 533 |
| Fresnedo    | Freisnéu    | 11        | Coord                   |  | Valbona         |             | 23        | 43.261655 -6.590495 664                         |
| Villafrontú | Viḷḷafrontú | 25        | 43.271465 -6.598494 630 |  | Cimadevilla     | Cimalaviḷḷa | 29        | 43.273774 -6.608013 583                         |

## Söhne und Töchter der Stadt
- Frank Braña, Schauspieler